# 楊州洞
楊州洞（ヤンジュドン、朝：양주동）は京畿道楊州市にある行政洞。2003年に楊州郡が楊州市に昇格した際、楊州邑が2つの行政洞に分割した。

## 法定洞

### 楊州1洞
- 維楊洞
- 於屯洞
- 南坊洞
- 麻田洞
- 山北洞

### 楊州2洞
- 広沙洞
- 晩松洞
- 三崇洞
- 古邑洞

## 教育
- 広沙初等学校
- 光崇初等学校
- 徳峴初等学校
- 晩松初等学校
- 三崇初等学校
- 維楊初等学校
- 徳峴中学校
- 三崇中学校
- 徳峴高等学校
- 楊州高等学校

## 交通
- 楊州駅